# Course de camions

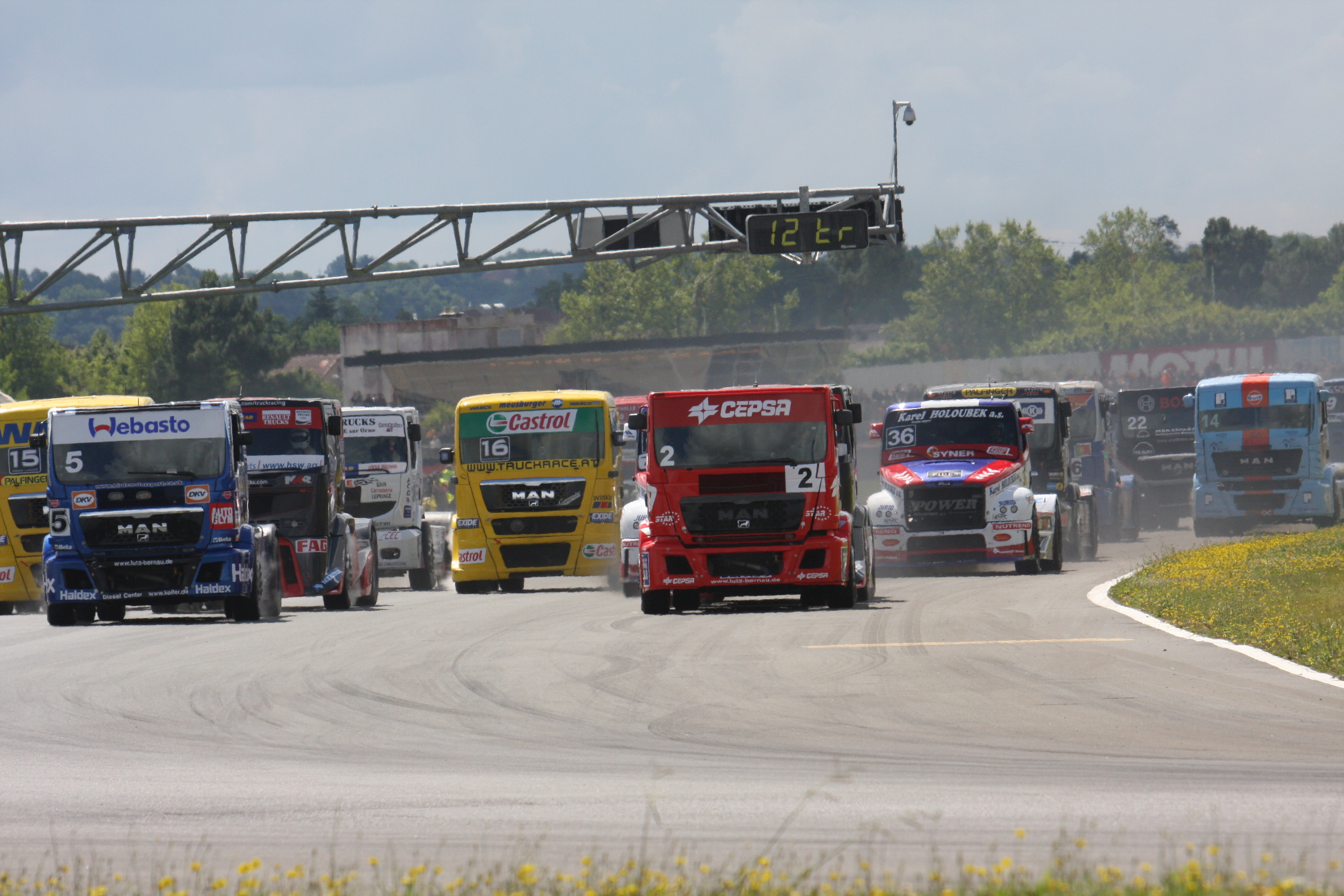
Départ d'une manche sur le circuit Paul Armagnac dans le cadre du championnat d'Europe de courses de camions.

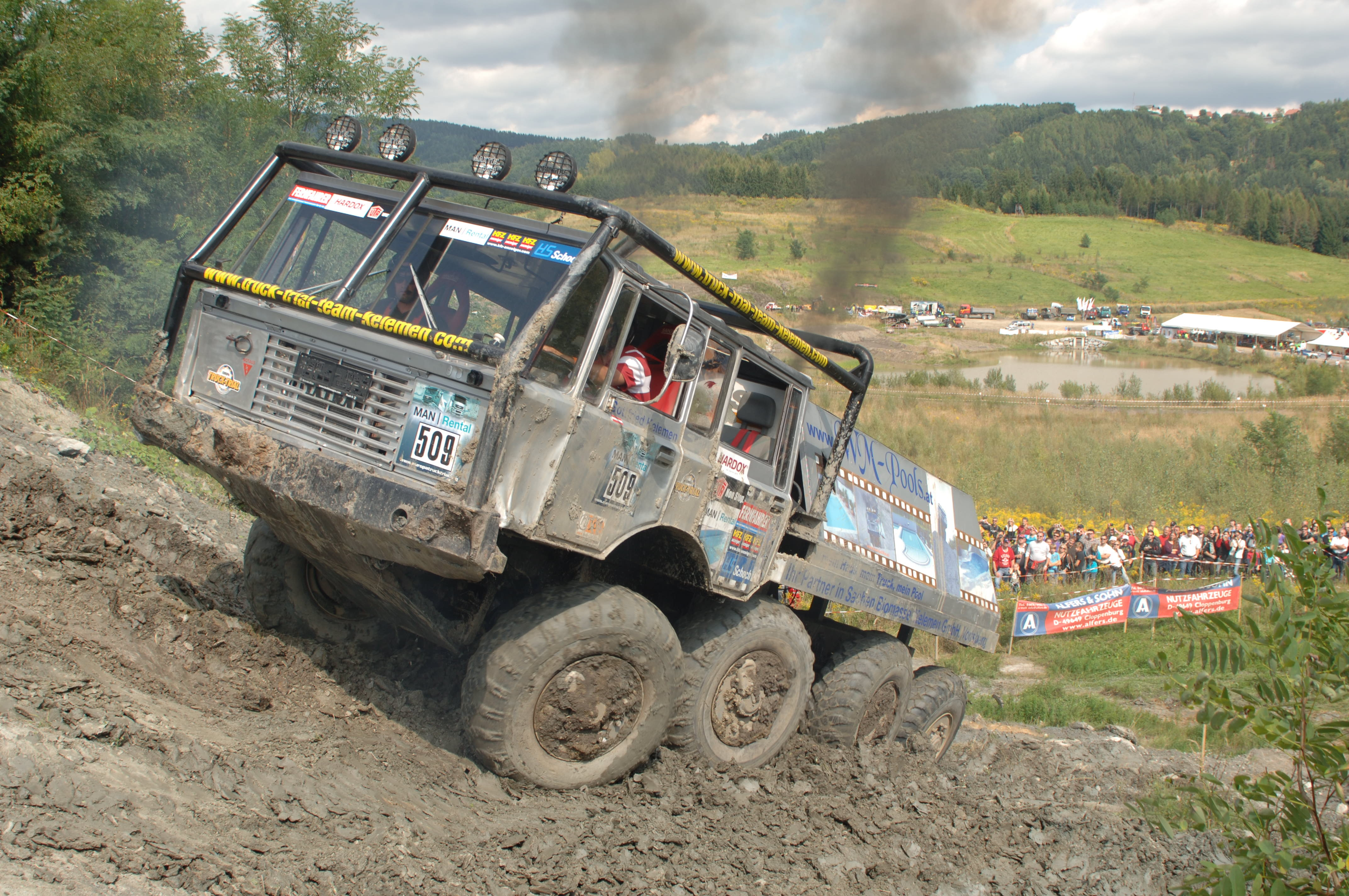
Trial camion en Autriche.

La course de camions (« truck racing » en anglais ) est une discipline du sport automobile de course sur circuit asphalté. Les camions utilisés sont des tracteurs routiers et doivent avoir des similitudes avec les camions de séries en ce qui concerne la cabine, le châssis ou bien encore la boîte de vitesses, et sont bridés pour des raisons de sécurité. Cette discipline est surtout populaire en Europe, mais elle est déployée sur tous les continents du globe. Le principal championnat est le championnat d'Europe de courses de camions. 
Des compétitions ont également lieu sur des tracés de rallycross dans le cadre de courses de camions cross. Il existe également le trial camion, une des variétés du sport appelé trial, qui ne se déroule pas sur circuit.

## Histoire
L'idée apparaît dans les années 1970 sur l'Atlanta Motor Speedway lors du tournage du film Tu fais pas le poids, shérif !. L'American Truck Racing Association (ATRA) est ainsi créée en 1979, laquelle deviendra par la suite le Great American Truck Racing circuit. Ce championnat se dispute sur des ovales situés dans l’est américain.
Pendant ce temps, des amateurs de sports mécaniques néerlandais, inspirés à l'idée de courses de camions, font qu'en 1980, un événement de démonstration est organisé sur le circuit néerlandais de Zandvoort. L'année suivante est fondé le Stichting Truck Racing Power Festival (STPF).
L'accueil réservé à ces courses de camions étant positifs, des courses de camions se disputent dans différents pays. Cette situation conduit les écuries, les propriétaires de circuit et les promoteurs à fonder l'Organisation européenne de courses de camions, rebaptisé par la suite en Association européenne de courses de camions.

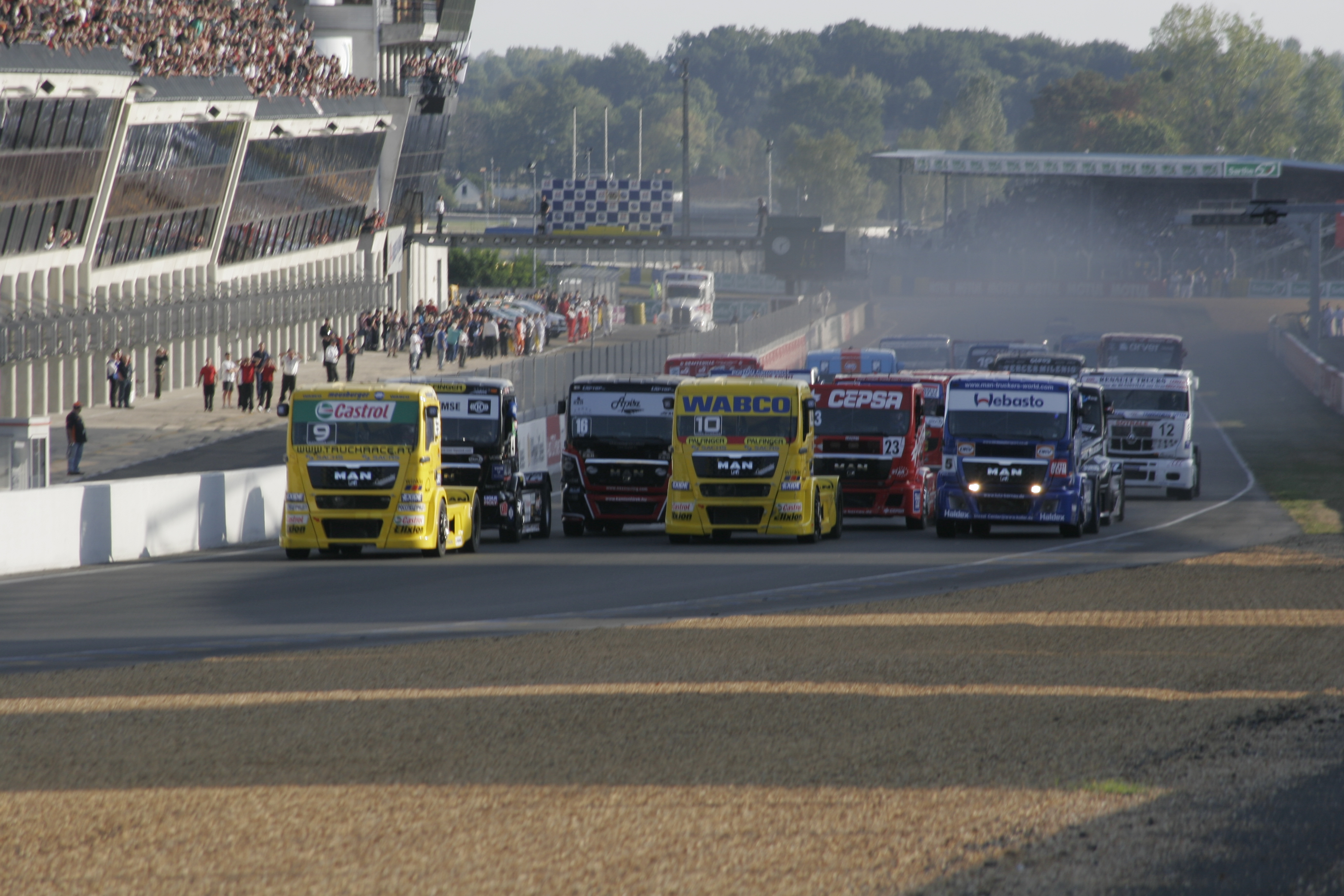
24 Heures camions en 2009 au Bugatti.

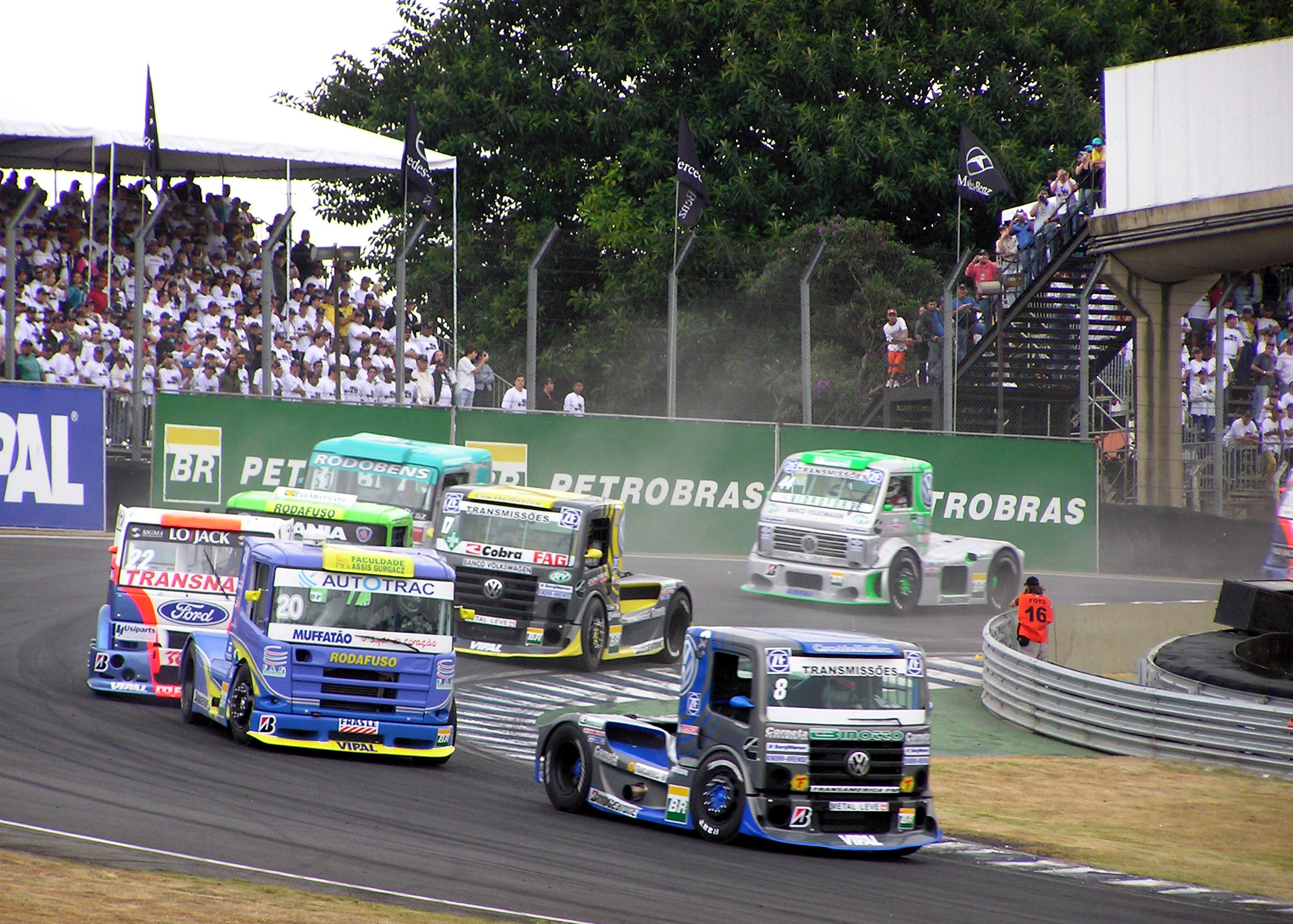
Fórmula Truck en 2006.

Au cours des premières années, des camions routiers standard étaient utilisés, mais en raison des vitesses atteintes, ils sont rapidement bridés.
C'est ainsi que 1985 est une année charnière pour la discipline puisqu'elle voit la création du championnat d'Europe de courses de camions qui accueille trois catégories et qui se compose de sept courses dont les toutes nouvelles 24 Heures camions disputées sur le circuit Bugatti au Mans. Ce championnat est le plus connu de la discipline et ce toujours de nos jours, du fait de l'absence d'un championnat du monde.
En 1992, le championnat mexicain (Tractocamiones) est créé. Des pilotes nord-américains célèbres y participent, à l'instar de Michel Jourdain Jr. ou de l'ancien pilote de Formule 1 Allen Berg.
En 1994, le championnat passe sous l’égide de la FIA et le nombre de catégories passe à deux, les Trucks et les Super-Trucks.
Durant les années 1990 apparaît le trial camion, une des variétés du sport appelé trial. Il est organisé lui aussi en championnat d'Europe avec l'Europa Truck Trial.  Depuis 1997, la manche française se déroule à Montalieu-Vercieu.
La discipline continue de s'étendre avec la création au Brésil en 1996 de la Fórmula Truck (en).
En Europe, lorsque la FIA a pris possession du championnat, une forte professionnalisation avait déjà commencé. Des composants tels que les pneumatiques, les freins (en refroidissant avec de l'eau), les pompes à turbocompresseur ou d'injection ont été adaptées pour la compétition. Le nombre de catégories passe à deux, les Trucks, série basée sur la production, et les Super-Trucks, une série pour les prototypes. Ainsi l'accélération de 0 à 100 pour un camion d'environ cinq tonnes se fait désormais en environ 5 s. La mise à niveau coûteuse a conduit à une impasse pour la catégorie Super-Trucks. Ainsi, Mercedes-Benz, présent dans le championnat européen depuis le début décide de se retirer en 2001 de la catégorie Super-Truck pour des raisons financières, et est imité par MAN.
Depuis 2006, seule la catégorie « Série » persiste, les équipes doivent désormais garder plusieurs éléments d'origine et l'utilisation de différentiel est interdite, car trop coûteuse et ralentissant le rythme de la course. Cette décision permet l'arrivée de nouveaux constructeurs à l'instar du français Renault Trucks.

## Participants

### Pilotes

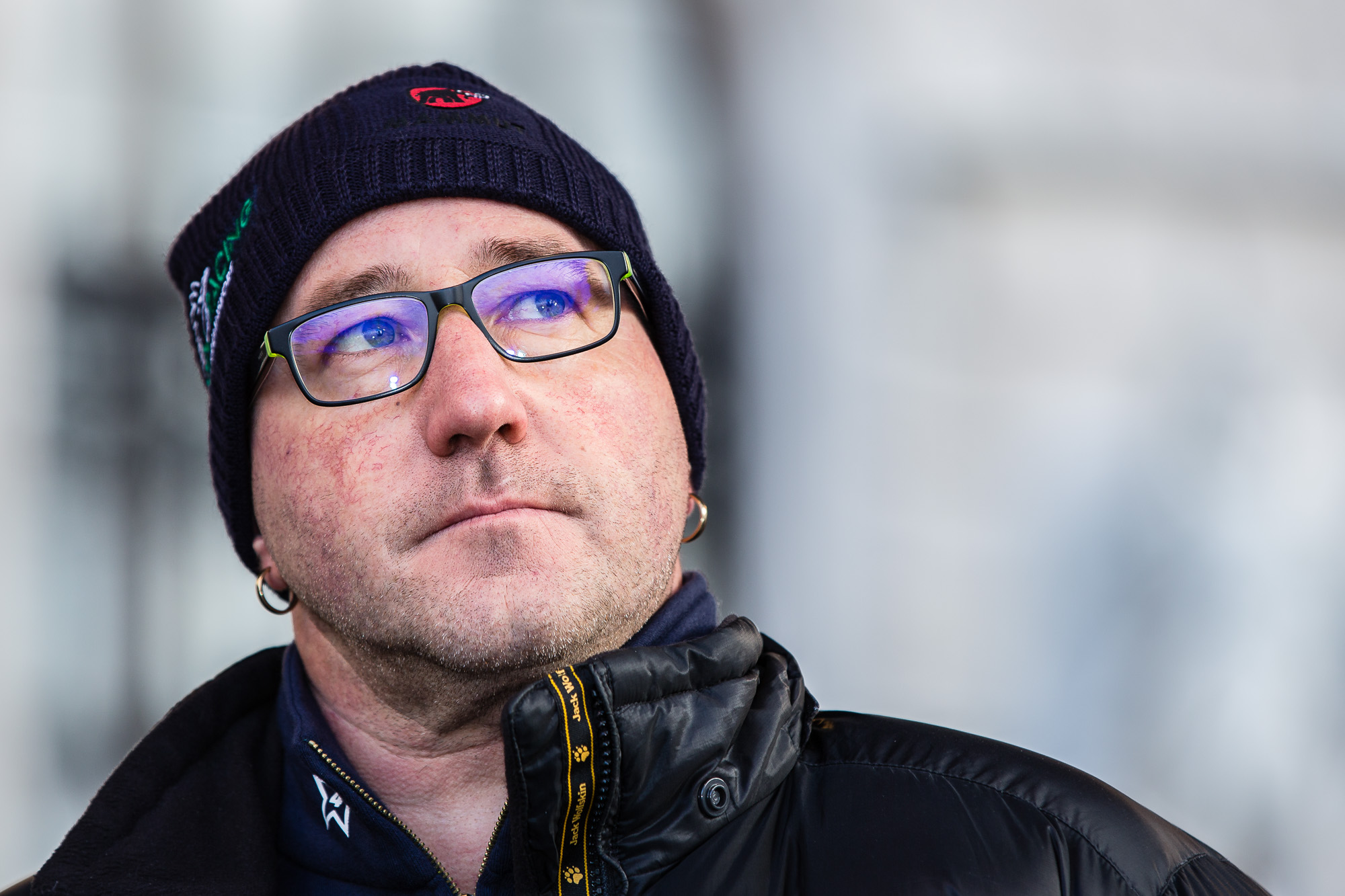
Le quadruple champion d'Europe Jochen Hahn en 2016.

Au début, les pilotes étaient des conducteurs de camion à temps plein. La professionnalisation des championnats a conduit à l'apparition de pilotes professionnels. Ce faisant, de nombreux pilotes ont accédé aux courses de camions par l'intermédiaire d'autres disciplines de compétition automobile. Ainsi, Chapman était connu en rallycross, alors que Steve Parrish a longtemps couru en moto avant d'être sacré quintuple champion d'Europe de courses de camions. Fritz Kreutzpointner, Markus Oestreich (Allemagne) et Harri Luostarinen (Finlande) sont sortis des voitures de tourisme ou du rallye. Le champion d'Europe 2007, Markus Bösiger (Suisse), a été dans le passé plusieurs fois champion du monde de side-car. Jochen Hahn est actuellement un des pilotes les plus célèbres car quadruple champion d'Europe de courses de camions.

### Constructeurs
Différents constructeurs s'impliquent dans les courses de camions. Mercedes-Benz est l'un des plus anciens.
- Edwin Foden, Sons & Co.
- ERF Trucks
- Freightliner Trucks
- Hino Motors
- Hyundai Motor Company
- Iveco
- MAN SE
- Mercedes-Benz
- Renault Trucks
- Scammell
- Scania
- Seddon Atkinson
- Sisu Auto
- Tata Motors
- Volkswagen Commercial Vehicles
- Volvo
- ZiL

## Championnats

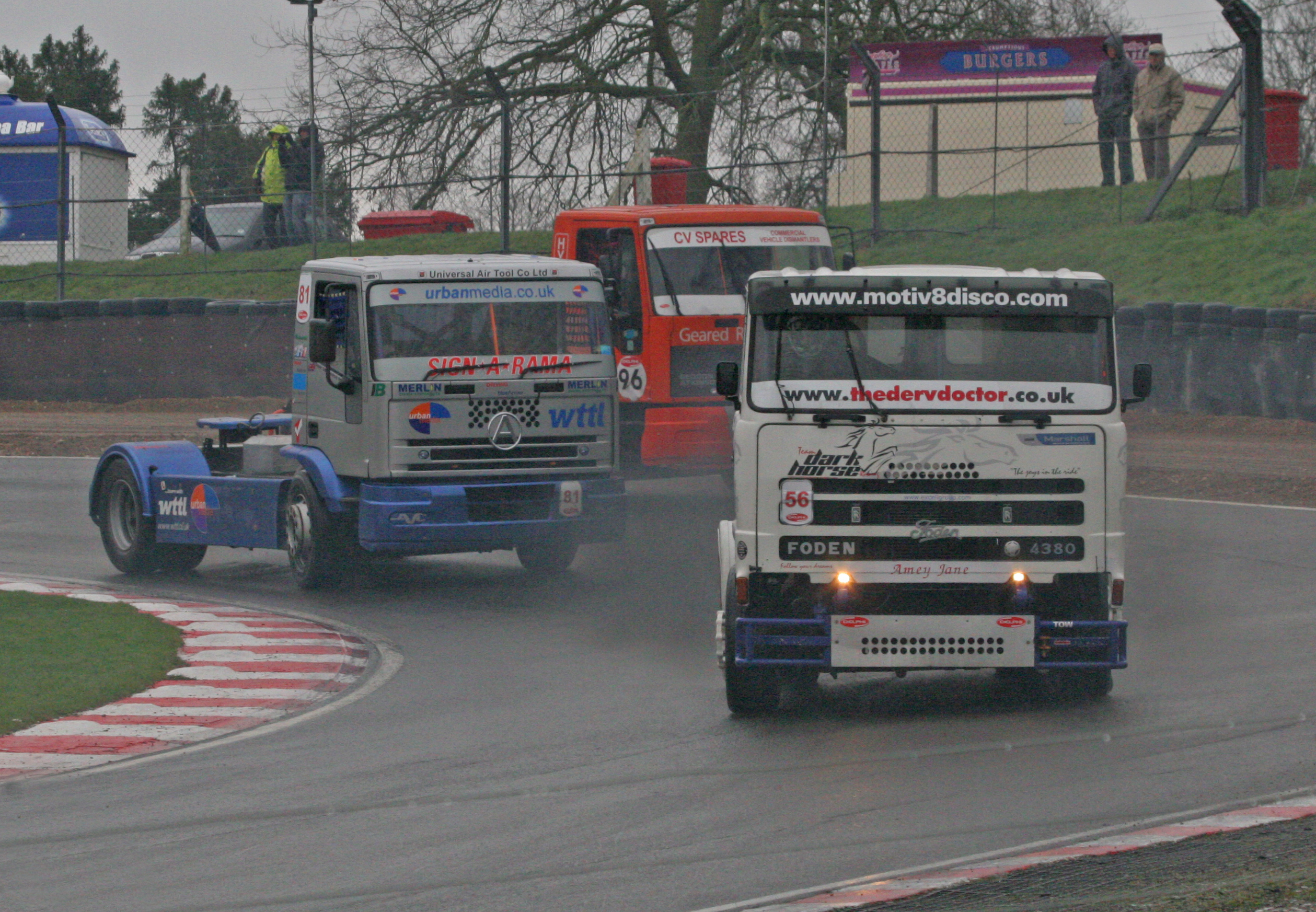
Championnat de Grande-Bretagne.

Le principal championnat de la discipline est le championnat d'Europe de courses de camions. Des championnats nationaux de course de camions sont présents au Royaume-Uni, aux Pays-Bas, en Finlande, en France et en Espagne. Des courses de camion professionnelles ont lieu en Australie et en Nouvelle-Zélande. En Amérique du Sud, la discipline est bien développée avec la Fórmula Truck. En Asie, on connaît surtout le T1 Prima Truck Racing Championship. Des compétitions ont également lieu en Amérique du Nord, avec par exemple le championnat mexicain Tractocamiones.
Des championnats de camion cross ont lieu notamment en France.
L'Europa Truck Trial est le principal championnat du trial camion.

## Autour de la course

### Organisation
- La Fédération internationale de l'automobile (FIA) organise le championnat d'Europe Camions,
- La Fédération Française du Sport Automobile (FFSA) organise le Championnat de France Camions,
- ETRA est le promoteur du Championnat d'Europe Camions,
- FranceRoutes (magazine camions) est le promoteur du Championnat de France Camions,
- Tata Motors organise le T1 Prima Truck Racing Championship,
- O carreteiro Racing organise la Fórmula Truck (en),
- OVS, une société autrichienne, organise l'Europa Truck Trial,
- Les championnats nationaux sont organisés par les fédérations nationales, à l'instar de la FFSA en France.

### Réglementation
Au cours des premières années, des camions routiers standard étaient utilisés. Le record de vitesse enregistré est de 241 km/h sur le Pocono Raceway aux États-Unis. Dès 1989, la vitesse maximale autorisée en course comme en essais est de 160 km/h pour des raisons de sécurité à cause de l'inertie des machines en cas d'accidents, les circuits homologués par la FIA ne pourraient assurer une sécurité suffisante au-delà de cette vitesse. Pour cela, les moteurs sont bridés et la vitesse est contrôlée par un système satellite de type GPS (des balises GPS sont installés dans chaque camions). En cas de dépassement de la vitesse autorisée, toute une série de pénalités est prévue jusqu'à l'exclusion du pilote à la quatrième infraction constatée.
Depuis la décision de réduction des coûts, les camions doivent avoir des similitudes avec les camions de séries en ce qui concerne la cabine, le châssis ou bien encore la boîte de vitesses.
Ainsi, en Europe, les camions doivent respecter un poids minimum de 5 800 kg pour les véhicules équipés de freins à disques et de 5 500 kg pour ceux équipés de freins à tambours. Le poids doit être réparti comme suit : 3 300 kg sur essieu avant pour les véhicules équipés de freins à disques, 2 200 kg sur essieu avant pour ceux équipés de freins à tambour. Le poids minimum est ramené à 5 400 kg (3 200 kg mini sur l'essieu avant et 2 200 kg mini sur l'essieu arrière) en 2015. En 2016 le poids minimum est ramené à 5 300 kg (3 150 kg mini sur essieu avant et 2 150 kg mini sur essieu arrière).
La boîte de vitesses est standard (pas d'assistance au passage des rapports), la boîte de vitesses automatique est donc interdite.
Pour le trial camion, les véhicules utilisés sont des camions tout-terrain. Ils utilisent des transmissions intégrales 4x4, 6x6 ou 8x8 et sont répartis en sept classes.

Schéma du système HANS avec un casque intégral (1 : Armature du Hans - 2 : Sangles - 3 : Points d'attache - 4 : Harnais).

### Sécurité
Le dispositif HANS (Head And Neck Support), issu de la compétition automobile, entre en vigueur en 2008 pour les courses de camions en championnat d'Europe. Celui-ci est conçu pour réduire considérablement la projection de la tête en cas de choc frontal mais de nombreux concurrents se montrent réticents : le dispositif ne permet aucun mouvement panoramique de la tête, d'où un angle de vision réduit. Si en compétition automobile, ou dans les grosses écuries camions, équipées de caméras 360° et d'écrans télé, la vision latérale et arrière est possible, il n'en va pas de même pour les autres écuries, vue la largeur de la cabine. Courant 2008, le dispositif Hans est modifié pour tenir compte de ces paramètres. Les sangles qui retiennent le casque solidairement au dispositif ne sont désormais plus fixes mais coulissent, permettant ainsi au pilote de tourner la tête latéralement.

### Tracés

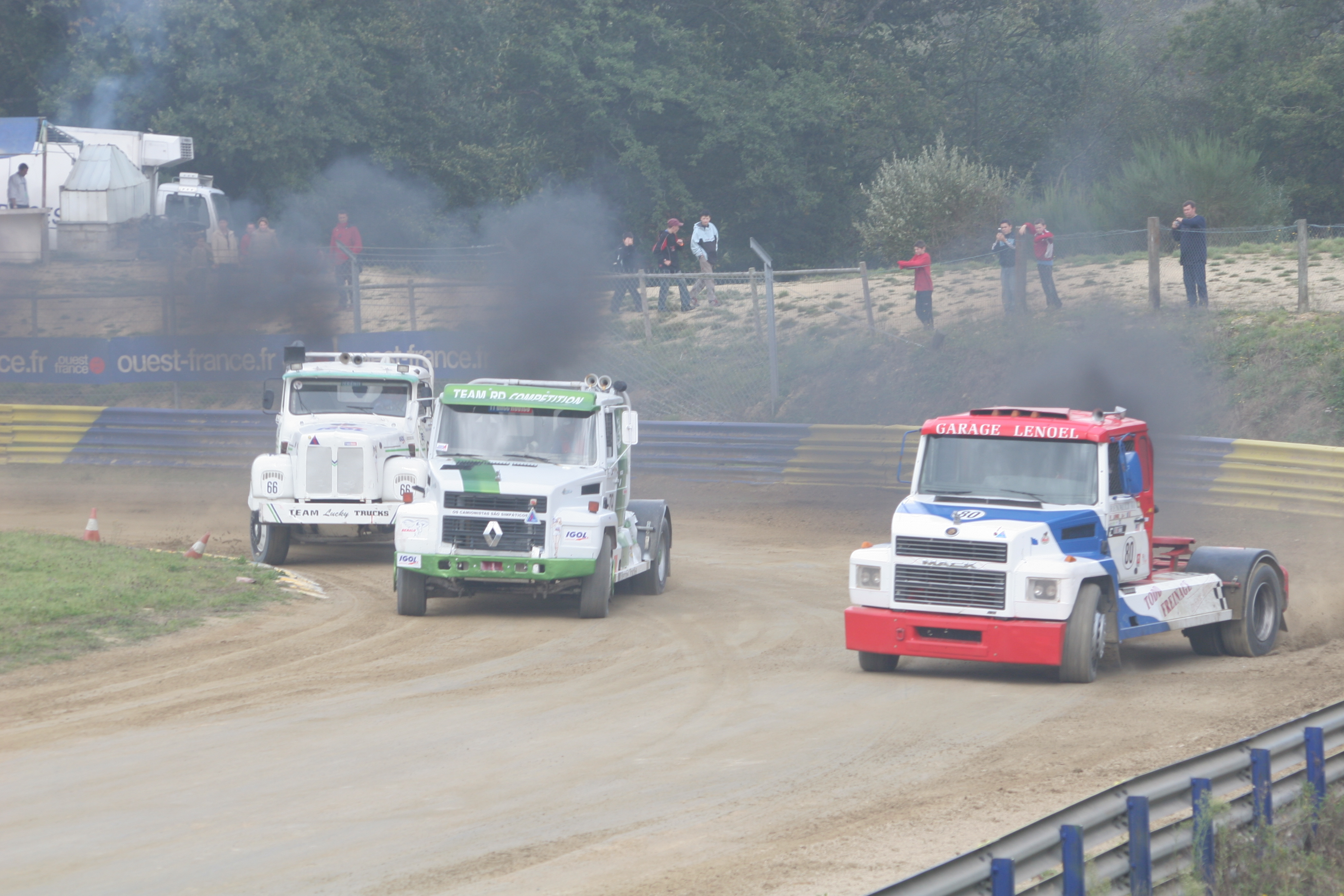
Coupe de France de camion cross à Kerlabo.

Les courses de camions se déroulent principalement sur des circuits destinés au sport automobile.
Parmi les circuits mythiques, le circuit de Jarama en Espagne fut l'un des premiers à figurer au calendrier européen. Ces dernières années, de nouveaux circuits ont fait leur apparition dans le championnat montrant ainsi son développement à travers toute l'Europe : le circuit d'Istanbul Park (Turquie, 2012), le circuit de Navarra (Espagne, 2013), le circuit de Smolensk (Russie, 2010), qui devient la première course internationale sur un circuit en Russie. Les circuits sud-américains sont utilisés par la Fórmula Truck. Le T1 Prima Truck Racing Championship visite les circuits indiens comme le circuit international Buddh. De nombreux circuits américains accueillent des courses de camions, ainsi qu'en Océanie.
Des pistes de rallycross alternant l'asphalte et la terre sont également pratiquées, à l'instar de la Coupe de France de camion cross.

### Réglages et réparations
Entre chaque course, les mécaniciens aidés par un superviseur et aiguillés par les ingénieurs apportent de nouveaux réglages et réparent les pièces détériorées à la suite d'une sortie de piste ou une collision avec un ou plusieurs camions. Les changements d'organes mécanique doivent être effectués dans un délai très court entre chaque course. De plus la lourdeur des pièces rendent le travail des mécaniciens particulièrement difficile. En effet un moteur de camion dépasse la tonne, une boîte de vitesses pèse 600 kg.

### Système de classement
Le classement d'une course est établi une fois que les pilotes franchissent la ligne d'arrivée lors du dernier tour. L'ordre d'arrivée décide de l'attribution des points. Les points attribués sont différents selon l'ordre des courses et les championnats. En Europe, le barème est fixé par la FIA.

## Culture populaire

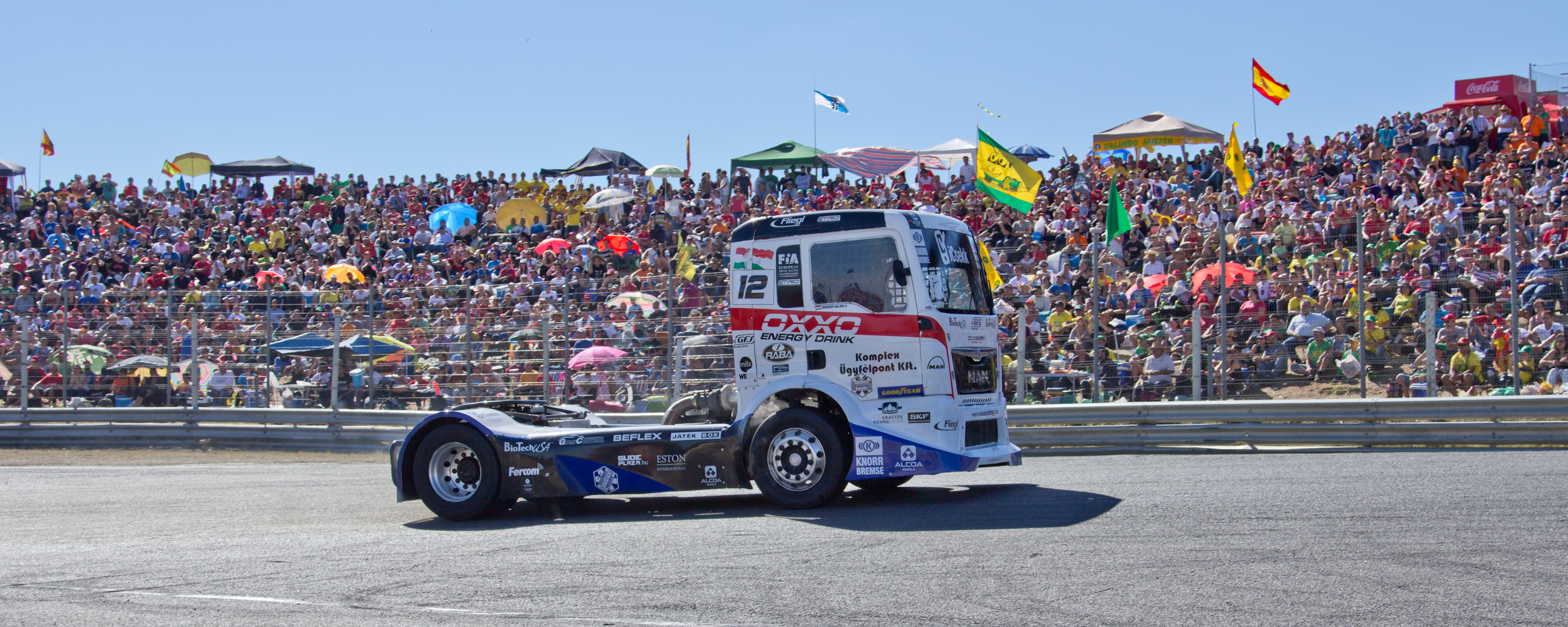
Forte affluence pour le Grand Prix d'Espagne 2013.

### Supporters
Le grand Prix d'Allemagne est une épreuve enregistrant une très forte affluence. En effet, il accueille près de 200 000 spectateurs chaque année, faisant de cette manche le deuxième rassemblement sportif sur le continent européen après la Formule 1.

### Jeux vidéo
Renault Trucks Racing est un jeu de simulation de conduite en haute définition. Ce jeu permet de piloter un Renault Premium Racing, le même utilisé dans le FIA European Truck Racing contre cinq adversaires. Il est disponible sous de nombreux supports : version PC, en ligne, iOS pour iPhone et iPad, Android.
Mercedes-Benz Truck Racing est un jeu vidéo disponible sur PC développé par Synetic dans lequel on peut évoluer en mode championnat, course simple et multijoueurs.

## Médias

### Presse écrite
France Routes est un magazine français de référence dans le monde du transport routier. Chaque mois, il s’intéresse à l'actualité du camion (dernières nouveautés de poids lourds, essais, manifestations).

### Médias audiovisuels
En ce qui concerne le championnat d'Europe, il a été suivi en 2012 par 80 millions de téléspectateurs dans 209 pays.